# Zamarada nigericola
Zamarada nigericola är en fjärilsart som beskrevs av Embrik Strand 1917. Zamarada nigericola ingår i släktet Zamarada och familjen mätare. Inga underarter finns listade i Catalogue of Life.